# Kim Larsen (fotbollsspelare)
Kim Larsen, född 7 september 1976, är en före detta norsk fotbollsspelare, som senast spelade för klubben Manglerud Star.
Under sin karriär spelade Larsen för Skeid, Odd Grenland och Tromsø i Norge, Kalmar FF i Allsvenskan och Herfølge i den danska 1:a divisionen. Larsen spelade också för flera klubbar i de lägre divisionerna i Norge.
Larsen avslutade sin karriär efter säsongen 2010. På 9 allsvenska matcher gjorde han endast ett mål.